# Tempi moderni (rivista)
Tempi moderni (titolo completo: Tempi moderni dell’economia della politica della cultura) è stata una rivista fondata da Fabrizio Onofri e Marco Cesarini Sforza e uscita dal marzo 1958 all’inizio del 1977. Nel numero «di consultazione» (uscito nel 1957) si esplicitava tra gli obiettivi della rivista la «revisione metodologica generale» dell’esperienza della sinistra e di tutti quegli istituti – partiti, sindacati, commissioni interne, parlamento ecc. – la cui azione si era dimostrata insufficiente rispetto «agli sviluppi e alle modificazioni strutturali della società italiana». Pubblicata prima da La Nuova Italia, poi dal Centro italiano di ricerche e documentazione (legato agli ambienti della sinistra socialdemocratica), infine dalle Edizioni Dedalo. Vi scrissero, tra i molti, Alberto Arbasino, Norberto Bobbio, Achille Bonito Oliva, Gilles Deleuze, Franco Ferrarotti, Enzo Golino, Giorgio Ruffolo, Miro Allione, Giuseppe Tamburrano, Andrea Zanzotto.